# Ernest Ansermet

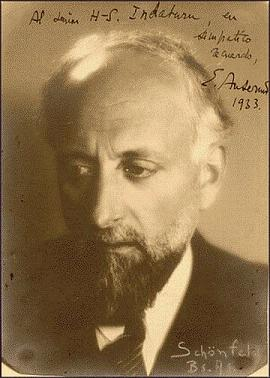
Ernest Ansermet (1933)

Ernest Ansermet (* 11. November 1883 in Vevey; † 20. Februar 1969 in Genf) war ein Schweizer Dirigent.

## Leben

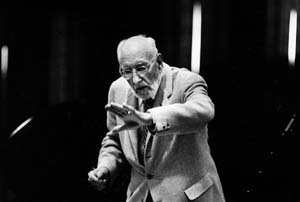
Ernest Ansermet, 1965

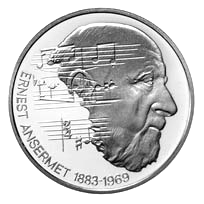
Gedenkfünfliber der Schweizerischen Nationalbank zu Ansermets 100. Geburtstag 1983

Ernest Ansermet probierte in seiner Jugend verschiedene Instrumente aus: Klarinette, Geige und Blasinstrumente, die er als Fanfaren benutzte. Später schrieb er Märsche für die Schweizer Armee, die er aber nicht für wichtig hielt. Er schloss 1903 ein Studium der Mathematik ab und war bis 1906 Mathematiklehrer in Lausanne, studierte aber auch Komposition, u. a. bei André Gedalge in Paris, später bei Ernest Bloch in Genf. Sein Interesse galt bald mehr dem Dirigieren, dessen Handwerk er in München bei Felix Mottl erlernte und in Berlin bei Arthur Nikisch und Felix Weingartner verfeinerte.
1912 wurde er Konzertleiter des Kursaals im waadtländischen Montreux. Durch seinen Freund Charles Ramuz lernte er Igor Strawinski kennen, der damals bei Montreux in Clarens lebte. Hier erlebte er die Entstehung einiger Kompositionen hautnah. Es entwickelte sich eine tiefgreifende Künstlerfreundschaft.
1915 begegnete er in Genf Sergei Pawlowitsch Djagilew, der ihn zum Dirigenten der «Ballets Russes» machte. Bei einer Gala für das Rote Kreuz dirigierte Ansermet zum ersten Mal Soleil de nuit von Nikolai Rimski-Korsakow in der Choreographie von Léonide Massine. 1916 begleitete er das Ballett auf dessen Tournee durch die USA. 1917 brachte er in Zusammenarbeit mit Pablo Picasso, Jean Cocteau und Léonide Massine das Ballett Parade von Erik Satie zur Uraufführung. In den folgenden Jahren dirigierte Ansermet zahlreiche Erstaufführungen der Werke von Strawinski, so im Jahr 1918 L’Histoire du Soldat, 1920 The Song of the Nightingale und Pulcinella, 1922 Bajka und 1923 Svadebka sowie Capriccio for piano and orchestra (1929) und Mass (1948). Neben den Kompositionen von Strawinski brachte er auch Erstaufführungen vieler anderer Komponisten auf die Bühne, so Eric Saties Parade (1917), Le tricorne von Manuel de Falla (1919) oder Sergei Prokofievs Chout (1923).
Das alles war ihm möglich, weil er drei Orchester zur gleichen Zeit leitete: das der «Ballets Russes», das Orchestre Romand (O.R.), das er 1918 gegründet hatte, sowie das Argentinische National-Orchester (Orquesta Sinfónica Argentina) in Buenos Aires, das er 1922 in Zusammenarbeit mit der dortigen Wagner-Gesellschaft gegründet hatte. Zehn Jahre lang verbrachte er die Wintermonate in Genf und die Sommer in Argentinien.
1923, 1924, 1929, 1932, 1936 und 1938 wirkte er als Juror, 1923, 1929, 1932, 1936 und 1946 als Dirigent bei den Weltmusiktagen der Internationalen Gesellschaft für Neue Musik (ISCM World Music Days).
Zusammen mit Walter Schulthess gründete Ansermet 1938 das Lucerne Festival und mit Unterstützung des Schweizer Radios gründete er 1940 das Orchestre de la Suisse romande (OSR), das eng mit seinem Namen verbunden ist und das er bis 1967 leitete. Auch hier unterstützte er besonders die Werke der Schweizer Komponisten Arthur Honegger und Frank Martin durch Erstaufführungen. Zu den von ihm erstmals aufgeführten Werken gehören Honeggers Horace victorieux (1921), Chant de joie (1923), Rugby (1928) und Pacific 231 (1923), das ihm gewidmet war, sowie Frank Martins Symphonie (1938), In terra pax (1945), Der Sturm (1956), Le mystère de la Nativité (1959), Monsieur de Pourceaugnac (1963) und Les Quatre Éléments, welches wiederum ihm gewidmet war. Weitere wichtige Premieren waren Benjamin Brittens The Rape of Lucretia (1946) und Cantata misericordium (1963).
Nach dem Zweiten Weltkrieg wurden Ansermet und sein Orchester international bekannt durch einen langfristigen Vertrag mit Decca Records. Die erste kommerzielle Stereo-Aufnahme Europas wurde im Mai 1954 von Ernest Ansermet dirigiert. Es folgten im selben Jahr Aufzeichnungen von Auszügen der Ballettmusiken zu Dornröschen, Der Nussknacker und Schwanensee von Pjotr Iljitsch Tschaikowski, die vom Covent-Garden-Orchester in London eingespielt wurden. Zu den ersten Stereo-Aufnahmen gehörte auch die vollständige Musik des Balletts Der Nussknacker, die auf Stereo-Langspielschallplatten von Decca und später von Telefunken produziert wurde. Ansermet hat früh begriffen, wie wichtig die Aufnahmetätigkeiten für das Radio und auf Schallplatte sind. Die Übertragung der Radiokonzerte, der sogenannten «Mercredis symphoniques», waren manchmal die Proben vor Plattenaufnahmen. Decca hatte in der Victoria Hall in Genf ein Tonstudio eingerichtet; alle Aufnahmen mit dem OSR sind dort entstanden. Auf dem Markt waren allein von Decca 314 Werke mit Ansermet zu finden. In den Archiven des «Radio de la Suisse Romande» befinden sich 672 Bänder mit Konzerten von Ernest Ansermet. Häufig ging Ansermet mit seinem Orchester in europäischen Metropolen wie London und Paris, aber auch in den USA und der UdSSR auf Tournee.
Ernest Ansermet war beteiligt an der Entstehung der Luzerner Festspiele. Im Jahre 1938 suchte er für die Sommermonate ein Betätigungsfeld für seine Musiker, da er sie nicht ganzjährig beschäftigen konnte. Da er Luzern als das Montreux der deutschen Schweiz betrachtete und auch diese Stadt einen Kursaal besitzt, erkannte Ansermet hier einen möglichen Auftrittsort für sein Orchester und legte seine Pläne dem Stadtpräsidenten Jakob Zimmerli vor. Er fand bei ihm ein offenes Ohr. Unter der Leitung von Ernest Ansermet und Gilbert Gravina spielten bereits im Juli 1938 Mitglieder des «Orchestre de la Suisse Romande» und des Kursaal-Orchesters (das sich aus Musikern der Allgemeinen Musikgesellschaft Luzern (AML), heute Luzerner Sinfonieorchester, zusammensetzte) in vier Solistenkonzerten im akustisch vorzüglichen Theatersaal des Casino-Kursaals. Ansermet leitete das Eröffnungskonzert mit Werken von Joseph Haydn, Robert Schumann, Maurice Ravel, César Franck und Igor Strawinski. Als Gründungsdatum der Festspiele wird das von Arturo Toscanini dirigierte Galakonzert am 25. August 1938 im Tribschen-Park angegeben, das aber eigentlich eine Hommage an Richard Wagner war. Dank der Tatsache, dass sowohl die Salzburger als auch die Bayreuther Festspiele in jener Zeit, politisch bedingt, durch große Musiker boykottiert wurden, konnten sich die Festspiele in Luzern mit Dirigenten wie Arturo Toscanini, Bruno Walter, Fritz Busch und anderen rasch etablieren.
In seinem Buch Die Grundlagen der Musik im menschlichen Bewußtsein, auf Französisch erschienen 1961 (Les fondements de la musique dans la conscience humaine), offenbart Ansermet an mehreren Stellen eine antisemitische Haltung. Beispielsweise schreibt er:
„Was wir soeben dargelegt haben, hilft uns zu begreifen, daß das geschichtliche Werden der abendländischen Musik ohne die Juden möglich gewesen wäre, [...] man denke einmal Salomon Rossi [...], Meyerbeer, Mendelssohn, Offenbach, Mahler weg [...] und man wird finden, daß sich nichts Entscheidendes geändert hätte.“ (Ernest Ansermet : Die Grundlagen der Musik im menschlichen Bewußtsein, München 1965, S. 413, zit. nach Annkatrin Dahm, Der Topos der Juden. Studien zur Geschichte des Antisemitismus im deutschsprachigen Musikschrifttum, Göttingen 2007, S. 356)
In der Revue Romande (im Juli 1922 Umbenennung in die fast ausschliesslich antisemitisch orientierte Nouvelle Revue Romande, eingestellt 1945), Ausgabe Nr. 10 vom 15. Oktober 1919, brachte Ernest Ansermet im Artikel «Sur un orchestre nègre» Ansichten zum Ausdruck, die sich gegen Juden, Schwarze und einzelne, seiner Ansicht nach korrumpierte Vertreter der angelsächsischen Kultur richteten. Damit verknüpfte er seine Einstellung zum Jazz mit seiner Vorstellung, wonach russische und deutsche Juden für Schwarze «Negermusik» komponieren würden. Diese rassistische Sichtweise erschien noch 1938 in der Zeitschrift Jazz Hot. Andererseits lud Ansermet, der selbst während des Krieges noch in Deutschland konzertierte, 1943 den von den Nationalsozialisten verfolgten jüdischen Violinisten und Komponisten Carl Flesch in die Schweiz ein, wo dieser dann bis zu seinem Tod im November 1944 am Konservatorium in Luzern unterrichtete.

## Diskografie
- Schwanensee, Ballettmusik von Peter Tschaikowsky, op. 20, Stereo-Aufnahme 1958/1959, Orchestre de la Suisse Romande, Genf
- Dornröschen, Ballettmusik von Peter Tschaikowsky, op. 66, Stereo-Aufnahme 1959, Orchestre de la Suisse Romande, Genf
- Nussknacker, Ballettmusik von Peter Tschaikowsky, op. 71, Stereo-Aufnahme 1959/1960, Orchestre de la Suisse Romande, Genf

## Buchveröffentlichungen
- Gespräche über Musik, 1973 (die Gespräche wurden im Winter 1961/62 mit J.-Claude Piguet für Radio Genf geführt)
- Die Grundlagen der Musik im menschlichen Bewußtsein, München 1961